# إيرول دانيلز
إيرول دانيلز (بالإسبانية: Errol Daniels)‏ هو لاعب كرة قدم ومدرب كرة قدم كوستاريكي في مركز الهجوم، ولد في 17 مايو 1944 في غواسيمو في كوستاريكا. شارك مع منتخب كوستاريكا لكرة القدم. أما مع النوادي، فقد لعب مع نادي ألاجولينسي.

## وصلات خارجية
- إيرول دانيلز على موقع الاتحاد الدولي (مؤرشف)  (الإنجليزية)
- إيرول دانيلز على موقع ناشيونال فوتبول تيمز (الإنجليزية)